# Agamenón (obra)

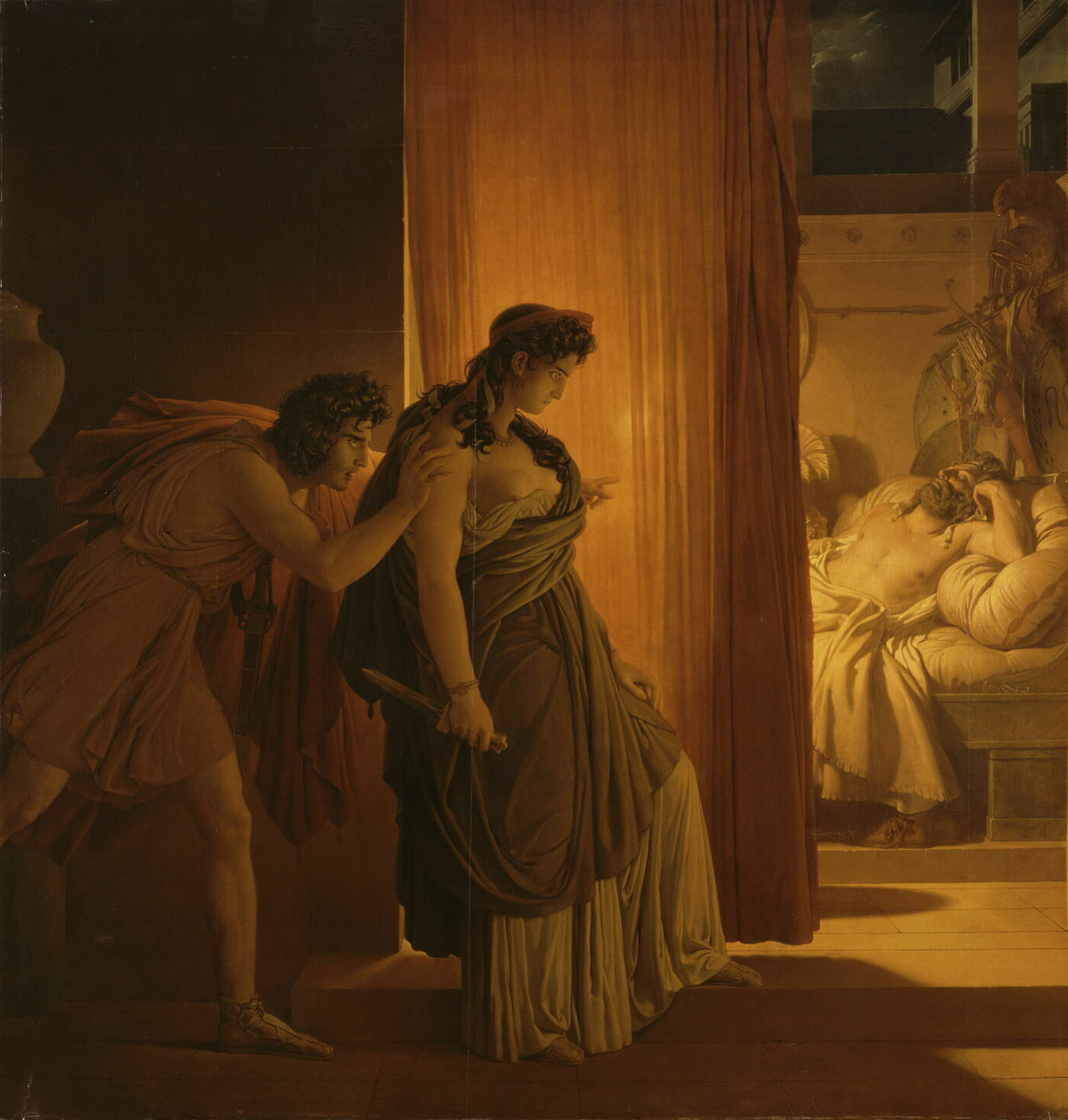
Clitemnestra duda antes de matar a Agamenón dormido. A su lado, Egisto la urge para que lo ejecute. Óleo sobre lienzo, 1817, obra de Pierre-Narcisse Guérin.

Agamenón (Ἀγαμέμνων) es la primera obra de la trilogía de la Orestíada, que fue presentada en el año 458 a. C. por Esquilo. 

## Introducción
Esquilo narra el regreso de Agamenón, rey de Micenas (aunque se le llama rey de Argos cuando Argos se refiere al Peloponeso y no a la ciudad de Argos), de la guerra de Troya solo para encontrar la muerte. Esperándole en casa está su esposa, Clitemnestra, quien ha planeado su muerte en venganza por el sacrificio de su hija, Ifigenia. Más aún, durante los diez años que ha durado la ausencia de Agamenón, Clitemnestra ha establecido una relación adúltera con Egisto, primo de Agamenón y descendiente de una rama desheredada de la familia, quien está decidido a recuperar el trono que cree que legalmente le pertenece.

## Trama
Tiene lugar en Argos, delante del palacio real. 
Como precedente a lo que se narra en esta obra, hay que considerar que Argos y Troya habían rivalizado desde hacía mucho tiempo y con el que estableció un breve periodo de paz que quedó arruinado cuando el príncipe troyano Paris raptó a Helena, la esposa de Menelao, hermano de Agamenón. Para agregar, sería necesario recalcar que también eran intereses políticos y económicos los que movían al espartano a luchar en contra de los troyanos. Agamenón, al partir para la guerra, no tenía vientos favorables. Para obtener vientos propicios de los dioses (en particular de Artemisa), hizo matar a su hija, Ifigenia, de belleza excepcional.
En algunas versiones, Ifigenia es sustituida en el último momento por una corza o una cierva y llevada a tierras lejanas de la diosa Artemisa, pero esto nadie lo sabe salvo ellas. 
Soplan los vientos favorables, la flota alza las velas. Clitemnestra, dominada por el odio y el resentimiento, decide llevar a cabo la venganza con la ayuda del primo de su marido: Egisto, que además es amante de ella.
Después de que los soldados aqueos destruyeran el reino del Príamo, encabezados por soldados como Odiseo o Aquiles, Agamenón tardó diez años en volver a Esparta. 
Prólogo (vv. 1-39): El monólogo del centinela apostado en el techo de la casa de los átridas espera la señal de la caída de Troya y el retorno de Agamenón. Se lamenta de las fatigas que soporta. Ha permanecido allí agachado "como un perro" (kunos diken) durante años, "siguiendo las instrucciones de una mujer con corazón varonil". Lamenta los destinos de la casa, pero promete mantenerse en silencio: "Un gran buey ha pisado mi lengua". Avista la señal y sale para avisar a la reina. 
Párodos (vv. 40-257): entra el coro, formado por los viejos de Argos, que confía en que Agamenón regrese verdaderamente de Troya y evoca los antecedentes de la expedición. Se cuenta el prodigio nefasto de las dos águilas (los Átridas Menelao y Agamenón) que matan a una liebre preñada (Troya), interpretado correctamente por Calcas, como la guerra contra Troya y la ira de Artemisa, que siente compasión por la liebre. Le sigue el llamado "himno a Zeus" (vv. 160-183). Continúa la narración con la descripción de la flota aquea bloqueada en Áulide, de la lucha interna de Agamenón que después se decide a sacrificar a su hija y del penoso sacrificio.
Primer episodio (vv. 258-354): Clitemnestra entra en escena, el coro inicia un diálogo con ella preguntándole si es cierto que Troya ha caído o si es solo un sueño de la reina. Clitemnestra explica todo el curso de las señales luminosas de Troya a Argos. 
Primer Estásimo (vv. 355-488): el coro entona un himno a Zeus que es alabado como aquel que castiga al que infringe la justicia, se habla del rapto de Helena, del castigo que golpeará a los troyanos y de los muertos de la guerra, y al final el coro pone en duda si la noticia del regreso es verdadera.
Segundo episodio (vv. 503-680): entra en escena el heraldo que después de haber invocado a la tierra patria y a los dioses da la noticia de que Troya ha caído y que Agamenón está regresando. Es interrogado por el coro y habla de los desastres de la guerra que, sin embargo, ha acabado con la victoria aquea. Hay una breve intervención de Clitemnestra, que entra y sale rápidamente (vv. 587-614): afirma haber tenido razón sobre las señales y de querer esperar al marido al que en este tiempo ha servido con lealtad. El coro quiere entonces noticias de Menelao y el heraldo afirma que la flota al regreso fue dispersada por una tempestad y que habían perdido su rastro, pero no desespera sobre su suerte. 
Segundo estásimo (vv. 681-781): el coro reflexiona sobre el nombre de Helena (como "destructora de navíos"), la compara con un león criado en una casa y que crecido causa el desastre (la llegada de Helena a Troya) y reflexiona sobre la dike y sobre la ate.
Tercer episodio (vv. 782-975): entran en un carro Agamenón y Casandra como esclava y concubina. Esto, por supuesto, solo sirve para enfurecer más a Clitemnestra. El coro se vuelve hacia el rey, diciéndole que sabrá reconocer a los súbditos que le han sido leales. Agamenón agradece a los dioses la feliz empresa. Entra Clitemnestra, que se presenta como una esposa fiel que ha sufrido duramente la ausencia del marido. La acción principal de la obra es el agon entre Clitemnestra y Agamenón. Ella intenta convencerle para que pise una alfombra púrpura. Este ceremonial que ella pretende molesta a Agamenón, porque indicaría hibris por su parte. Al final, por motivos que aún son objeto de controversia, Clitemnestra convence con palabras ambiguas a Agamenón que cruce la alfombra púrpura para entrar al oikos. 
Tercer estásimo (vv. 976-1034): el coro tiene un presentimiento de muerte.
Cuarto episodio (vv. 1035-1330): Clitemnestra entra para convencer a Casandra de que entre, pero esta no responde y la deja. Casandra baja del carro y ve la piedra de Apolo; comienza a lanzar oscuros gritos al dios, lamentando sus desgracias y las de su ciudad. Discute con el coro si ella debe entrar o no en el palacio, sabiendo que ella también será asesinada. Casandra es la hija del rey Príamo de Troya. Apolo la ha maldecido, otorgándole el don de la clarividencia, pero a condición de que nadie que oyera sus profecías las creería. La profetisa presagia un nuevo dolor que golpeará a la ya delictiva casa de Atreo: Agamenón será asesinado por Clitemnestra en la bañera. El coro al principio no lo entiende, interviniendo esporádicamente, después empieza a comprender. En su discurso, describe muchas imágenes espantosas de la historia de la casa de Atreo, y, además de anunciar el delito que cometerá Clitemnestra, profetiza la venganza de Orestes. Al final, Casandra elige entrar en el palacio, sabiendo que no puede evitar su destino. El coro, en esta obra un grupo de ancianos de Argos, oyen los gritos de muerte de Agamenón, y frenéticamente discuten el curso de la acción. 
Toda la muerte de Agamenón ocurre fuera de escena. Se supone que cuando Agamenón se está bañando en su bañera, Clitemnestra lo enreda con una ropa, tela o red, y mientras él lucha por liberarse, ella lo apuñala repetidas veces con un pelekus. Esta muerte es muy parecida a la de un animal sacrificado con tres golpes, acompañando el último con una oración a un dios. 
Cuarto estásimo (vv. 1331-1371): el coro siente provenir de dentro de la casa los gritos de Agamenón golpeado hasta la muerte y varios corifeos se preguntan qué hacer, cuando sale Clitemnestra junto a los cadáveres de su marido y de Casandra. 
Se mueve la plataforma y revela el espantoso espectáculo de los cuerpos muertos de Agamenón y Casandra, junto a Clitemnestra, que intenta explicar su acción. 
Éxodo (vv. 1371-1673): Clitemnestra entra triunfal declarando su homicidio y la justicia que ella misma ha llevado a cabo, vengando la muerte de Ifigenia y el ultraje que Agamenón le ha inferido llevando a casa a Casandra. El coro desea morir, maldice a Helena y a Clitemnestra, se lamenta del destino que le ha correspondido al rey y si habrá un funeral. Entra Egisto con algunos guardias que está exultante por el fin del rey y por haber así vengado los ultrajes del padre Tiestes. El coro lo maldice y Egisto lo amenaza con la prisión y la fama, siendo él el nuevo señor de Argos. El coro invoca el retorno de Orestes, que con toda probabilidad regresará para vengarse. Egisto ordena a sus matones que intervengan, pero Clitemnestra los detiene, pues no quiere más derramamiento de sangre: "Ya hay suficiente sufrimiento. Permitámonos ahora no ser sangrientos". Clitemnestra y Egisto quedan con los cadáveres, felices de su victoria, mientras que el coro sale de la escena.
Antes de que el coro salga de escena, cuando discute con Egisto le reprocha su cobardía al no ser él quién mata a Agamenón para vengar a Tiestes, su padre, y haber convencido (o haber persuadido aún más) a Clitemnestra de que lo haga.

## Valoración
En su análisis de esta tragedia, Francisco Rodríguez Adrados apunta a que es antihomérica, pues el ideal heroico se manifiesta insuficiente. El coro da una visión humana de la guerra: las urnas de ceniza que vuelven en vez de los guerreros que marcharon, causando la ira del pueblo; el castigo de estos injustos «matadores de hombres» por los dioses. «Toda victoria tiene un doble rostro, el glorioso y el del exceso que trae la ruina: “no sea yo un destructor de ciudades”, clama el coro en el v. 472, enfrentándose directamente con Homero».
De las obras de Esquilo, es aquella en la que la idea de Justicia es expuesta de manera más compleja. El castigo divino proviene de la impiedad, que se usa como sinónimo de injusticia. Esta injusticia e impiedad se realiza en la muerte de una hija (Ifigenia muerta por Agamenón), la de un esposo (crimen de Clitemnestra), en el abuso de la hospitalidad (crimen de Paris), el abandono del marido (crimen de Helena), el ultraje al lecho del esposo (crimen de Clitemnestra) o al de la esposa (crimen de Agamenón). Con ello Esquilo trata de la vulneración de normas tradicionales (referidas a la familia y la hospitalidad), pero hay una ampliación significativa, que es el entendimiento de la expedición contra Troya como un atentado contra la vida que va a atraer el castigo divino; no de otro modo ha de entenderse la visión de las dos águilas devorando una liebre preñada.
Al relatar el coro los desastres de la guerra, recuerda que no apoyó esta guerra y la consideró injusta; a pesar de ello, Agamenón regresa envaneciéndose del saqueo de Troya. Se trata, en suma, de una inversión del ideal heroico, pudiendo considerarse Agamenón como una «auténtica proclama antihomérica: lo que allí era gloria aquí es injusticia castigada».
Finalmente, al crimen de Agamenón opone el de Clitemnestra, que al perpetrarlo ofende no solo el lazo del matrimonio, sino también el debido respeto al rey como autoridad, aunque sea un tirano. Clitemnestra se ha tomado la justicia por su parte y aunque al final pretende detener la matanza, tanto Casandra primero como el coro después recuerdan la existencia de un hijo, Orestes, que podrá continuar el derramamiento de sangre, ejerciendo una nueva venganza privada. 
La trilogía de la Orestíada comienza, pues, presentando una sociedad en la que una matanza suscita otra matanza y una venganza familiar se prosigue aparentemente sin fin. La ejecución de la justicia incumbe a la familia y a las Furias primitivas que la ayudan.